# SSQ Assurance
 (mai 2025).
SSQ Assurance est une ancienne entreprise diversifiée à caractère mutualiste fondée en 1944 à Québec au Canada, qui offre des produits d'assurance et d'investissement.
SSQ Assurance possède son siège social à Québec et des bureaux à Longueuil, Calgary, Halifax, Vancouver et Toronto.
L'entreprise sert plus de 3 millions de clients et emploie plus de 2 000 personnes. Elle figure au 79e rang des 500 plus grandes sociétés au Québec.
Selon le rapport Global300 de l'Alliance coopérative internationale et de European Research Institute on Cooperative and Social Enterprises (Euricse), avec un volume d’affaires en 2014 de près de 3 milliards de dollars canadiens et un actif sous gestion avoisinant les 11 milliards de dollars canadiens,, SSQ Assurance se classe parmi les 10 coopératives canadiennes les plus importantes à l'échelle mondiale.
En janvier 2020, elle a annoncé qu'elle fusionnait avec La Capitale. Le 3 décembre 2020, elle annonce que la nouvelle entreprise sera connue sous le nom de Beneva.

## Historique

### 1940-1948: racines de l'entreprise
Au début des années 1940, le médecin chirurgien Jacques Tremblay dénonce le fait que la population ouvrière de la Ville de Québec ne peut se payer de soins médicaux adéquats; il n’y a pas de régime public. Le 9 mai 1944, le docteur Tremblay fonde la Coopérative de santé du Québec, qui procure aux membres adhérents les services médicaux requis par leur état. La coopérative adopte en 1945 le nom Les Services de Santé du Québec, qui inspirera plus tard le sigle SSQ.

### 1949-1960: nouvelle orientation
À partir des années 1950, la coopérative s'oriente davantage vers le développement des affaires et la satisfaction de la clientèle. Les cotisations sont dorénavant modulées en fonction des risques propres à chaque groupe, alors que les vendeurs se positionnent comme des conseillers. Dès 1955, la coopérative change son statut et devient une société de secours mutuels, spécialisée dans le domaine de l'assurance collective. La compagnie élargit sa clientèle et son rayonnement géographique à partir de la fin des années 1950; SSQ offre de nouveaux produits comme l'assurance vie et l'assurance salaire.

### 1961-1973: société québécoise en pleine évolution
En 1961, après la mise en place du régime public d'assurance-hospitalisation, SSQ offre des couvertures pour des services non couverts par ce régime : les chambres privées ou semi-privées, les frais chirurgicaux et l’extension de couvertures pour les visites médicales. SSQ inclut l’assurance salaire à son offre dès 1963. À la fin des années 1960, elle y ajoute d'autres produits et services : régimes de rentes supplémentaires, soins dentaires, soins d'optométrie, soins chiropratiques, assurance médicaments. SSQ emménage en 1969 dans son siège social sur le boulevard Laurier à Québec.

### 1974-1985: essor et démocratie
La Loi sur les assurances de 1974 modifie le statut de SSQ pour en faire une compagnie mutuelle d'assurance sur la vie. À la fin des années 1970, des assemblées régionales sont instituées et des délégués régionaux sont élus afin de représenter leur groupe à l'assemblée générale annuelle. L'actif de l'entreprise dépasse les 100 M$ dès 1979. SSQ ajoute les prêts hypothécaires à son offre et crée une filiale immobilière en 1982.

### 1986-1995: assurances de dommages et réorganisation
À la demande des membres, une filiale d'assurances de dommages est créée en 1986. En 1991, la Mutuelle SSQ est scindée en deux entités : SSQ, Mutuelle de gestion et SSQ, Société d'assurance-vie inc. En 1992, après la crise immobilière mondiale et des pertes importantes, SSQ voit le Fonds de solidarité FTQ devenir son principal actionnaire.

### 1996-2002: assurance médicaments et percée pancanadienne
L'instauration du régime mixte public/privé d'assurance médicaments en 1997 modifie ce secteur du marché de l'assurance. SSQ signe en 2000 une entente avec un premier groupe pancanadien. Elle adopte l'appellation SSQ Groupe financier en 2001 et ouvre un bureau de ventes à Toronto en 2002.

### 2003 à 2020: croissance et reconnaissance
SSQ lance son programme axé Santé et obtient l'autorisation d'offrir ses régimes d'épargne individuels en Ontario et auprès des organisations de juridiction fédérale. SSQ acquiert en 2012, avec la participation du Fonds de solidarité FTQ, AXA Assurance Vie, rebaptisée SSQ Assurance. La transaction permet de positionner le groupe à l'échelle pancanadienne,. SSQ Groupe financier acquiert plusieurs autres entreprises au cours des années subséquentes dont Finance & Indemnisation et assurancevoyages.ca.
En mars 2015, une grève est déclenchée au sein des divisions automobile et assurance-vie concernant le renouvellement de la convention collective,. Un accord est trouvé le mois suivant en avril.
La Tour SSQ, située à Longueuil, a été inaugurée en septembre 2016.
En 2018, SSQ Groupe financier change de nom et devient SSQ Assurance.  Ce changement reflète la vocation première de SSQ et assure un positionnement pancanadien de l’entreprise.

### 2020 à aujourd'hui: La Capitale et SSQ Assurance deviennent Beneva
En juillet 2020, La Capitale et SSQ Assurance consolident leurs structures et adoptent le nom Beneva,.

## Produits et services
SSQ Assurance offre à l’échelle pancanadienne des produits et services financiers :
- Assurance collective (assurance vie; décès ou mutilation accidentels; assurance salaire; assurance médicaments; assurance maladie; assurance voyage et assurance annulation; assurance soins dentaires; assurance compassion [18]; programme de santé et mieux-être; assurance individuelle – retraite et fin d'emploi; maladies graves[19],[20]; soins de longue durée; assurance pour expatriés)
- Assurance individuelle (assurance vie temporaire; assurance vie permanente; assurance vie universelle[21]; assurance crédit; assurance maladies graves; assurance voyage et assurance annulation)
- Assurance de dommages (assurance automobile; assurance de remplacement; assurance habitation; assurance des entreprises)
- Investissement (fonds distincts; comptes à intérêt garanti (CIG); régimes d'épargne et de retraite individuels : Régime enregistré d'épargne-retraite (REER), Compte d'épargne libre d'impôt (CELI), REER immobilisé, Régime d'épargne non enregistré (RENE), Régime de retraite individuelle (RRI), Fonds enregistré de revenu de retraite (FERR), FERR immobilisé et rente; régime de pension agréé sans gestion des adhérents; gestion privée)
- Immobilier : développement et gestion du parc immobilier de SSQ Groupe financier incluant des propriétés à Québec, Longueuil et à Toronto.

## Structure d'entreprise
SSQ Assurance est constitué de trois entreprises, soit la société mère, SSQ, Société d’assurance-vie inc., et ses deux filiales :
- SSQ, Société d’assurance
- SSQ, Société immobilière

## Conseils d’administration
3 conseils d'administration, tous présidés par René Hamel, soutiennent SSQ Assurance en veillant à la bonne marche de ses entreprises.

## Dons et commandites
SSQ est le partenaire en titre du Marathon SSQ de Longueuil et du Marathon SSQ de Québec et présentateur du 5 km de la Santé SSQ. Cette activité permet de recueillir des dons destinés à des organismes œuvrant dans le domaine de la santé.
SSQ offre un soutien financier auprès de plusieurs organismes dont Centraide, Fondation CHU Sainte-Justine, Fondation du CHU de Québec, Le Grand Chemin, Pignon Bleu – La maison pour grandir, Réseau québécois des CFER, SickKids Foundation et SOCODEVI.
En 2003, SSQ a reçu le Prix Arts et Affaires de la Chambre de commerce et d'industrie de Québec - Grandes Entreprises pour la constance de son engagement envers Les Violons du Roy lors de la soirée des Prix d'excellence des Arts et de la Culture.

### Sites externes
- Site Web de SSQ Assurance